# Страховой следователь
Страховой следователь (страховой детектив, страховой расследователь) — сотрудник страховой компании, выполняющий внутреннее расследование страховых случаев с признаками страхового мошенничества.
Типичными случаями страхового мошенничества являются:
- Поджог и иные способы намеренного уничтожения застрахованного имущества;
- Преувеличение ущерба (травмы);
- Маскировка ранее полученного ущерба (травмы) под последствия страхового случая;
- Умышленное причинение вреда имуществу или здоровью;
- Инсценировка страхового случая (угон автомобиля, травма и даже смерть).

В России в декабре 2012 года страховое мошенничество было выделено в УК РФ в отдельный состав преступления.

## В культуре
Страховой следователь — довольно часто встречающийся герой кинофильмов и телесериалов:
- В пасти безумия
- Двойная страховка
- Мементо
- Проклятие нефритового скорпиона
- Воздействие (телесериал)
- Человек-машина
- Белый воротничок (телесериал)
- Афера Томаса Крауна
- Страховщики (сериал)[2]
- Гений (сериал, другое название - «Страховой агент»)[3]
- Смерть в объективе (телесериал)[4]
- L.A. Noire(игра)